# Savez vojvođanskih Mađara
Demokratska stranka vojvođanskih Mađara (mađ.: Vajdasági Magyar Szövetség, kratica: VMSZ, srp.: Савез војвођанских Мађара , kratica: СВМ)) je politička stranka vojvođanskih Mađara.
Čelnik je István Pásztor. Počasni predsjednik je József Kasza.
SVM je utemeljen 18. lipnja 1994. u Senti.
Stranka je članica Mađarske koalicije.

## Izborni rezultati

### Državni izbori
Na parlamentarnim izborima 2003. je bila dijelom koalicije Zajedno za toleranciju nije osvojila nijedno zastupničko mjesto u srbijanskoj Skupštini.
Na parlamentarnim izborima 2007. je osvojila 3 zastupnička mjesta u srbijanskoj Skupštini.
Na parlamentarnim izborima 2008. je osvojila 4 zastupnička mjesta u srbijanskoj Skupštini. Na ovim izborima je imala potporu Demokratske zajednice Hrvata.

### Pokrajinski izbori
Na vojvođanskim izborima 2004. je osvojila 8,5% u jednokružnom sustavu. Bila je dio vladajuće koalicije u vojvođanskom parlamentu.
Na vojvođanskim izborima 2008. je bila dijelom Mađarske koalicije, koja je osvojila 7% glasova u 1. krugu.

### Lokalni izbori
Na lokalnim izborima 2004. je osvojila najviše mjesta u općinskim skupštinama u Subotici, Senti, Bačkoj Topoli, Malom Iđošu, Kanjiži (u Kanjiži isti broj mjesta kao i vojvođanski reformisti) i u Čoki.
Na lokalnim izborima 2008. je bila dijelom Mađarske koalicije, koja je osvojila većinu u Kanjiži (50,91%), relativnu većinu u Senti (31,87%), Bačkoj Topoli (46,25%), Malom Iđošu (37,18%) i Bečeju (29,63%).
Od uvođenja višestranačja u Srbiju, SVM je uvijek imao gradonačelnika iz svojih redova u Subotici. To se promijenilo nakon lokalnih izbora 2008.

## Predsjednici stranke
- József Kasza
- István Pásztor

## Vanjske poveznice
- Službene stranice

- Prijedlog Saveza vojvođanskih Mađara o formiranju autonomne mađarske regije na sjeveru Vojvodine
- Izborni rezultati Saveza vojvođanskih Mađara na vojvođanskim lokalnim izborima iz 2004. godine
- Izborni rezultati Saveza vojvođanskih Mađara (kao dijela Mađarske koalicije) na vojvođanskim lokalnim izborima iz 2008. godine
- Izborni rezultati Saveza vojvođanskih Mađara na vojvođanskim lokalnim izborima iz 2012. godine